# ブラック・プーマズ
ブラック・プーマズ（Black Pumas）は、アメリカ合衆国テキサス州オースティン出身のサイケデリック・ソウル・バンド。シンガーソングライターのエリック・バートンとギタリスト・プロデューサーのエイドリアン・ケサダの2人組。なお日本語では「ブラック・ピューマズ」の表記も見られるが、英語ではプーマズと発音される。
2018年に活動を開始し、2019年にデビューアルバム『Black Pumas』をリリース。第62回グラミー賞では最優秀新人賞にノミネート、第63回グラミー賞では最優秀アルバム賞、楽曲「Colors」が最優秀レコード賞、アメリカン・ルーツ・パフォーマンス賞にノミネートされた。

## 来歴
シンガーソングライターのエリック・バートンは、サンフェルナンド・バレーで生まれ、教会で歌いながら育つ。サンタモニカの桟橋でバスキングを始め、そこで1日に数百ドルの収入を得て、パフォーマンスのスキルを磨いていった。バートンは西部の州を旅したのち、テキサス州オースティンに定住する。
その間、グラミーの受賞歴もあるギタリスト・プロデューサーのエイドリアン・ケサダは、新しいコラボレーターを探していた。共通の友人を通じてバートンとつながり、ケサダはバートンのボーカルがケサダが手がけてきたレトロ・ファンクやR&B風味のトラックにマッチしていると感じ、2018年に2人はBlack Pumasとしてタッグを組んだ。
2019年6月21日にデビューアルバム『Black Pumas』をリリースし、批評家から高い評価を受ける。第62回グラミー賞では最優秀新人賞にノミネートされた。さらに、第63回グラミー賞では『Black Pumas』が最優秀アルバム賞に、楽曲「Colors」が最優秀レコード賞、アメリカン・ルーツ・パフォーマンス賞にノミネートされた。

## メンバー
- エリック・バートン（Eric Burton） - ヴォーカル、ギター
- エイドリアン・ケサダ（Adrian Quesada） - ギター

## ディスコグラフィ
スタジオ・アルバム
- Black Pumas (2019年)
- Chronicles of a Diamond (2023年)